# San Francisco del Valle
San Francisco del Valle (en honor a su santo patrón San Francisco de Asís y por estar ubicado en el Valle de Sensenti) es un municipio del departamento de Ocotepeque en la República de Honduras.

## Toponimia
Su nombre original de Chucuyuco es una palabra indígena que significa "Tierra de Pericos".Su nombre actual es en honor a Francisco de Asís, santo de la Iglesia católica y por estar ubicado en el Valle del Sensenti.

## Límites
| Orientación | Límite                              |
| ----------- | ----------------------------------- |
| Norte       | Municipio de La Labor, Ocotepeque   |
| Norte       | Municipio de Sensenti, Ocotepeque   |
| Sur         | Municipio de San Marcos, Ocotepeque |
| Este        | Municipio de San Marcos, Ocotepeque |
| Oeste       | Municipio de Sinuapa, Ocotepeque    |

Está situado en el Valle de Sensenti.

## Historia
Desde el siglo XVI existe San Francisco del Valle con el nombre de Chucuyuco (Nombre Chorti que significa Tierra de Pericos) Era un poblado indígena localizado en el margen derecho del Río Grande o Río Alax, ocupando los terrenos que se conocen con el nombre de Vega de Arce, Marquetado, La Laguna. Sus moradores habitarón viviendas de piedra, adobe, paja; se dedicaron a la agricultura, cultivaron maíz, ayotes, añil, etc. También practicaron la alfarería y la brujería. Posteriormente a causa de las inundaciones del Río Grande o Río Alax se trasladaron al margen izquierdo del mismo, hasta el sitio que actualmente ocupa el templo católico; luego la población mestiza se radicó donde hoy es el centro del municipio.
En 1718, la Villa de Chucuyuco pertenecía al Curato de Sensenti (el primer recuento de población apareció como "Chucuyue" o "Chucuyuco" y formaba parte del Curato de Sensenti).
En 1736, a raíz de la visita de los frailes franciscanos con procedencia de Comayagua se construyó el templo católico.
En 1838, la población indígena de Chucuyuco fue diezmada a causa de la epidemia del Cólera morbus que azotó toda la región, 39 familias mestizas de Chucuyuco huyen de esta enfermedad y se trasladan a la Hacienda de San Juan o San Marcos, donde se funda el Pueblo de San Marcos Ocotepeque.
La Mina de Coloal, enclavada en la Montaña del Merendon, Municipio de San Francisco del Valle, se explotó aproximadamente entre 1830 y 1880, produjo oro y plata. Llegaron a esta mina las familias Guirst , Rodezno, Castillo , y Pineda, al concluir la mina, los descendientes de estas familias se radicaron en el pueblo de San Francisco, quienes contribuyeron a su desarrollo; además de otras familias que llegaron de otros sectores, como: Mejía, López, Argeñal.
En 1880, don Juan Coronado Perdomo, alcalde municipal abrió dos (2) escuelas de varones, una en San Francisco del Valle y otra en Coloal.
En 1887, en el censo de población de 1887 figura como San Francisco Chucuyue o San Francisco Chucuyuco, en este mismo año se creó la oficina del telégrafo.
En 1890, siendo alcalde municipal don Lorenzo Folgar se construyeron los primeros lavaderos públicos con condiciones higiénicas, uno en el repasto propiedad de don Daniel Pineda Rodezno y otro en el Río Ahuate.
En 1894, siendo alcalde don Jesús Pineda Rodezno, con el fin de ornamentar la plaza pública mandó a sembrar un árbol de ceiba el cual aún se conserva actualmente y es un icono del municipio.
En 1904, don Jesús Pineda Rodezno inicia el cultivo de café en el Valle de Sensenti, al traer semilla de café Arabigo y sembrar la primera finca en su Hacienda El Suntulin, conocida más tarde como La Máquina, también fue el primero en introducir el cultivo de caña de azúcar en la zona y trajo el primer trapiche de hierro, por lo que la gente comenzó a llamarle La Máquina.
A principios del siglo XX se desarrollan las haciendas ganaderas de San Nicolás, El Ahuate, El Porvenir y El Morro. Se empezó a poblar donde está la iglesia católica, pero debido a una epidemia la población se diezmó y emigraron a otros lugares, cuando pasó la epidemia regresaron muchos de sus habitantes y se establecieron alrededor de la iglesia de los franciscanos, motivo por el que cambió de nombre.

### Alcaldes
Alcalde municipal: Ing. Walter Javier Pineda, 2014-2018, 2018-2022, 2022-2026 (Partido Nacional)

## Turismo

### Feria Patronal
San Francisco del Valle es un municipio de muchas tradiciones, algunas autóctonas del municipio, además de ello esta caracterizado por realizar la mejor feria patronal del departamento.

## División Política
Aldeas: 6 (2013)
Caseríos: 49 (2013)
| Código | Aldea                   |
| ------ | ----------------------- |
| 141101 | San Francisco del Valle |
| 141102 | Coloal                  |
| 141103 | El Sile                 |
| 141104 | El Tablón               |
| 141105 | La Laguna               |
| 141106 | Santa Teresa            |

El Acan, Las Mesitas, la Aldea El Tablón está ubicada muy cerca del municipio cuenta con los Rio El Ahuate y Río Tecamblun.